# Farø
Farø är en ö mellan Själland och Falster i Danmark. Faröbroarna förbinder Själland med Falster via Farø. En vägbank, som byggdes i samband med Faröbroarna, förbinder Farø med Bogø. Ön hade fem invånare 2016.
- Areal: 0,93 km².
- Invånare: 4 (2006).

### Fotnoter
1. ↑  ”Farø” (på danska). Danmarks statistik. 14 mars 2016. http://www.statistikbanken.dk/bef4. Läst 15 juni 2016.